# خوزه سوزا
خوزه ارنستو سوزا (اسپانیایی: José Ernesto Sosa‎؛ زاده ۱۹ ژوئن ۱۹۸۵) بازیکن فوتبال اهل آرژانتین است.